# Star Wars: Empire at War
Star Wars: Empire at War er et strategispil produceret af Petroglyph Games og udgivet af Lucas Arts, der foregår i Star Wars-universet. I spillet får man lov til at styre mange af personerne fra filmene, såsom Han Solo, C-3PO, Obi-Wan Kenobi og mange flere. Spillet var en stor succes og LucasArts har for nylig udgivet en udvidelsespakke kaldet Empire at War: Forces of Corruption.

## Eksterne links
- Officiel hjemmeside
- Star Wars: Empire at War på Internet Movie Database (engelsk)
- Star Wars: Empire at War hos Behind The Voice Actors (engelsk)
- Star Wars: Empire at War på MobyGames (engelsk)

| computerspil | Spire Denne computerspilsrelaterede artikel er en spire som bør udbygges. Du er velkommen til at hjælpe Wikipedia ved at udvide den. |